# Pinnacle of Bedlam
Pinnacle of Bedlam – ósmy album studyjny amerykańskiej grupy muzycznej Suffocation. Wydawnictwo ukazało się 15 lutego 2013 roku nakładem wytwórni muzycznej Nuclear Blast. Nagrania dotarły do 152. miejsca listy Billboard 200 w Stanach Zjednoczonych sprzedając się w przeciągu tygodnia od dnia premiery w nakładzie 3200 egzemplarzy. Materiał uplasował się także na 58. i 119. miejscu, odpowiednio niemieckiego zestawienia Media Control Charts oraz belgijskiej listy przebojów.

## Lista utworów
Opracowano na podstawie materiału źródłowego.
1. "Cycles of Suffering" - 03:56
2. "Purgatorial Punishment" - 02:44
3. "Eminent Wrath" - 03:40
4. "As Grace Descends" - 03:04
5. "Sullen Days" - 04:57
6. "Pinnacle of Bedlam" - 03:42
7. "My Demise" - 04:03
8. "Inversion" - 03:50
9. "Rapture of Revocation" - 03:49
10. "Beginning of Sorrow" - 04:32

## Twórcy
Opracowano na podstawie materiału źródłowego.

- Guy Marchais - gitara rytmiczna, gitara prowadząca
- Frank Mullen - wokal prowadzący
- Terrance Hobbs - gitara rytmiczna, gitara prowadząca
- Derek Boyer - gitara basowa
- Dave Culross - perkusja
- Mike Smith - perkusja (10)
- Joe Cincotta - produkcja muzyczna, inżynieria dźwięku
- Chris "Zeuss" Harris - miksowanie, mastering
- Raymond Swanland - okładka, oprawa graficzna

## Wydania
| Rok  | Nr katalogowy          | Format               | Wydawca       | Region            | Źródło |
| ---- | ---------------------- | -------------------- | ------------- | ----------------- | ------ |
| 2013 | NBA30042               | CD, Album            | Nuclear Blast | Stany Zjednoczone | [ 6 ]  |
| 2013 | 3004-8                 | CD, Album + DVD      | Nuclear Blast | Stany Zjednoczone | [ 6 ]  |
| 2013 | 27361 30040, NB 3004-0 | CD, Album + DVD, All | Nuclear Blast | Niemcy            | [ 6 ]  |
| 2013 | 27361 30041, NB 3004-1 | LP, Album, Ltd       | Nuclear Blast | Niemcy            | [ 6 ]  |
| 2013 | 27361 30041, NB 3004-1 | LP, Album, Ltd, Dus  | Nuclear Blast | Niemcy            | [ 6 ]  |